# 경인방송
경인방송(京仁放送)은 인천광역시, 수도권 서부, 북서부와 서울 일부를 가시청권으로 하는 민영 라디오 방송사다.

## 개요

### 개국 초기
- 1997년 10월 11일, 인천광역시와 OCI(당시 동양화학공업)의 노력으로 UHF 채널 21번으로 TV 방송인 인천방송(仁川放送)으로 개국되었다.
- 그 후 메이저 리그 독점 중계권을 획득하였고 때마침 박찬호 신드롬 때문에 전국에서 불법으로 재송신을 하는 것이 유행일 정도로 한때 국내에서 독점적인 지위를 차지했었다.
- 2000년 3월 20일에는 경기도 남부까지 방송 권역이 확대되면서 사명을 경인방송으로 변경하고 그 해 VHF 채널 4번을 획득하였다.
- 또한 2003년 6월 30일에는 FM 방송국(iFM)을 개국하여 경인 지역의 명실상부한 민영방송으로 자리매김하였다.

### TV, 라디오 방송 중단 전
- 그러나 2004년 1월 전 iTV 회장이었던 박상은(전 새누리당 의원, 전 인천시 경제부시장)이 iTV를 자신의 인천광역시장 선거 출마를 위한 도구로 이용하려 했다는 문건이 폭로되고, 당시 대주주였던 OCI와 대한제당의 증자 및 경영 개선 약속 이행 거부로 인한 노조 파업이 2004년 10월부터 1달여간 지속되었고 방송 역시 파행에 이르게 되었다.
- 하지만 이 과정에서 간접광고 관련 조항 위반이 90회 정도 상습적으로 적발되었고 회사 자금에 대한 사회 환원 조건 역시 위반되면서 첨예한 갈등과 분쟁이 심화되었다.
- 결국 노조 파업 끝에 2004년 12월 13일에 방송사 사상 초유의 직장 폐쇄 조치를 내리게 되면서 그 해 12월 21일에 방송위원회의 재허가 추천 거부 결정으로 10일 후인 12월 31일 오전 11시 10분을 기하여 애국가 송출을 끝으로 TV(iTV), 라디오(iTV iFM) 마지막 방송이 종료되었으며 이는 1980년 언론통폐합 이후 정부기관에 의해 결국 폐국의 비운을 맞았던 가장 이례적인 사례로 꼽히게 되었다.
- 한편, 인근의 동양제철화학 공장 역시 iTV 사건 때 언급된 바 있다.
- 과거 iTV 경인방송 시절 방송되었던 프로그램으로는 《생방송 모닝데이트》, 《선택! 행복한 아침》, 《노영하의 바둑이야기》,《생방송 세상을 연다》, 《생방송 아이포유 5시》, 《특급증권정보》, 《3일간의 사랑》, 《퀴즈쇼 무한대결》, 《리얼스토리 실제상황》, 《미스터리극장 위험한 초대》, 《뮤직쇼 악바리클럽》, 《열전! 가수왕》, 《TV 요리천국》, 《리얼TV 경찰24시》, 《성인가요 베스트 30》, 《뮤직앤조이》, 《열전! 게임챔프》, 《iTV 게임스페셜》, 《르뽀 시대공감》, 《르뽀 인사이드》 등이 있으며 로고송으로는 2004년에 텔레비전, 라디오 방송이 중단될 때까지 마장조, 올림바장조, 사장조로 구성된 서로 다른 세 가지 버전의 "우리 함께 사는 세상, iTV 경인방송"이 쓰였다.[3]

### TV 및 FM 라디오 방송 중단 이후
- 한편, iFM은 이후 2개월 동안 음악만 내보내는 파행 방송을 하다가 2005년 3월 1일부터 무보수 자원봉사자들로 구성된 '경인방송 살리미'들이 방송 제작에 자발적으로 참여하여 90.7㎒ 라디오 FM 방송을 재개하였다.
- 2006년에 FM 방송은 방송위원회로부터 조건부로 재허가 추천을 받으면서 그 해 4월 3일 사명을 경인방송에서 라디오 인천으로 바꾸고, 애칭을 iFM에서 SUNNY FM으로 변경하였다.
- 24시간 방송되며 음악 관련 프로그램과 수도권 전지역 로컬 프로그램을 중심으로 편성되어 있다.

### 라디오 방송 재개 이후
- 그러다가 2007년 10월 11일부터 SUNNY FM 라디오 인천에서 경인방송으로 환원하였다.
- 사명 환원의 배경이 된 것은 "경인방송이라는 회사명이 인천 시민들과 청취자들에게 지난 10년 동안 친숙하게 불려 왔고, 인천보다 훨씬 넓은 지역까지 경인방송 전파를 통해 청취자들이 방송을 들어왔기 때문에 원래의 회사 이름을 다시 사용하게 됐다"고 설명했다.
- 법원으로부터 2007년 10월 8일 회생계획 인가결정을 받은 후 4년 연속 흑자경영을 해왔다.
- (2022년 현재까지도 흑자 경영을 유지하고 있다.) 이런 경영 여건 개선으로 인천지방법원은 2010년 12월 30일부로 경인방송에 대해 회생절차 종결결정을 했다.
- 이로써 경인방송은 경영정상화를 이뤄냈다.
- 경인방송이 법정관리 졸업의 발판을 마련할 수 있었던 힘은 괄목할 만한 재무개선에 있었는데, 2003년 300억 원에 육박했던 채무가 약 2억 원으로 줄었다.

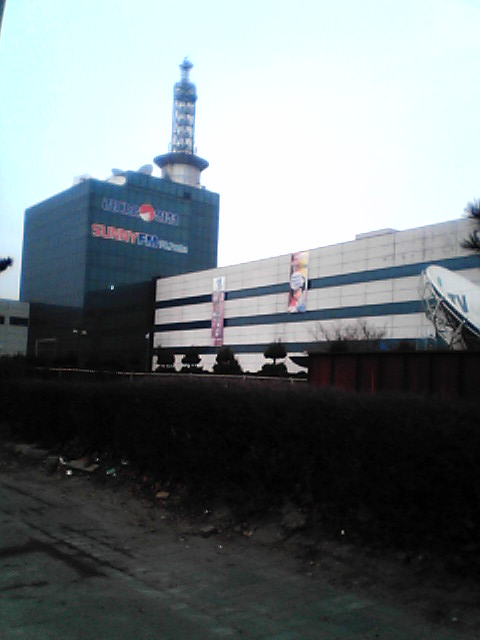
2007년 당시 사옥 전경

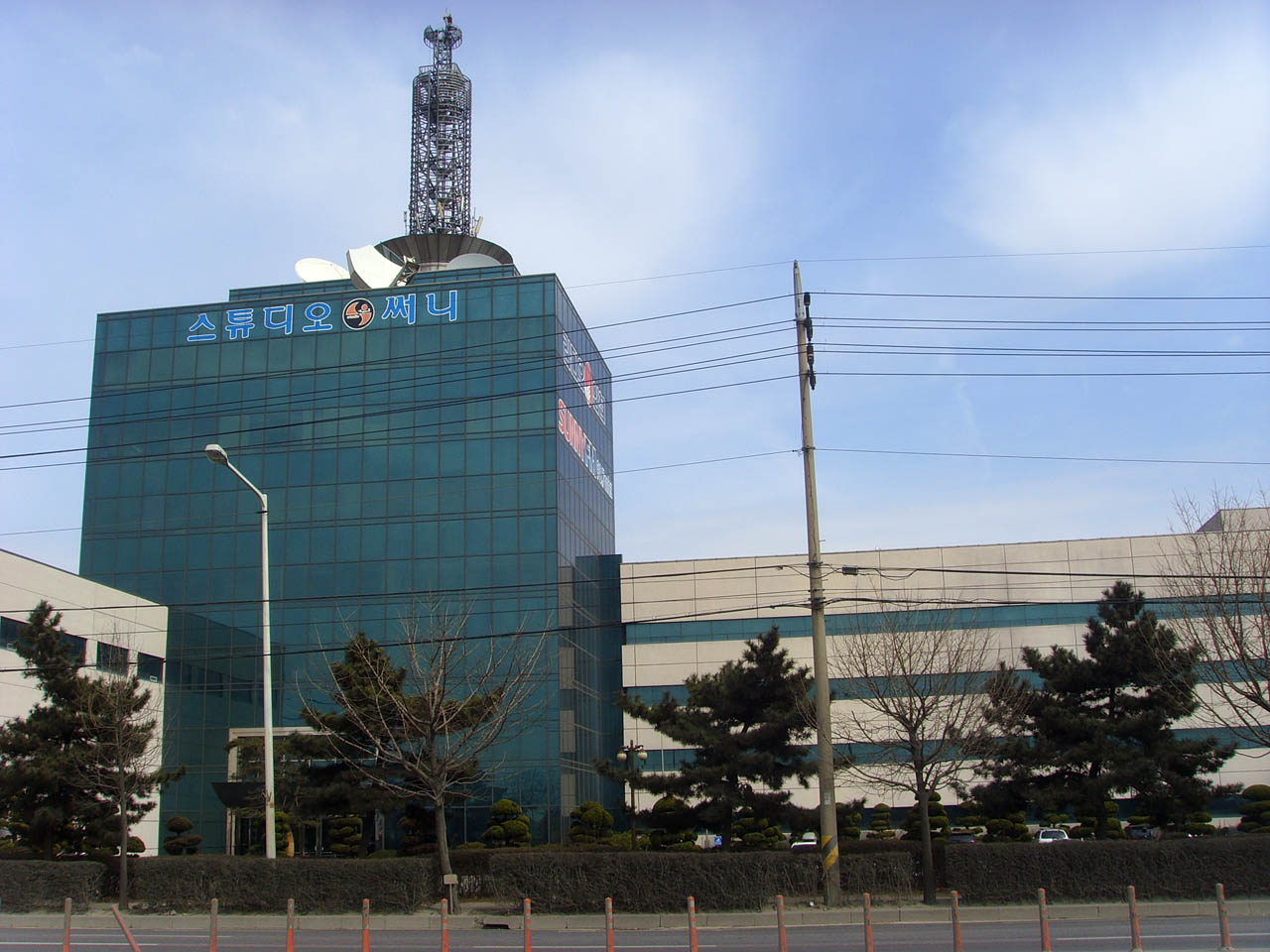
2008년 당시 사옥 전경

- 2008년 12월 26일에 방송통신위원회는 iTV 경인방송(채널명:iTV)의 비즈니스 정보 전문 채널 PP 등록 신청건을 심의해 등록을 허용하였다.
- iTV는 경제자유구역에 관한 비즈니스 정보를 주로 방송할 예정이었다.
- 또한 2010년에 선정될 종합편성채널에도 관심이 있다고 밝힌 적이 있다.
- 숭의동의 수봉공원에 송신소가 있으며, FM 90.7㎒에 출력 5㎾로 송신하고 있다.
- 개국 당시부터 2011년 10월 10일까지 1㎾의 출력으로 송신하였으나, 경인방송이 2011년 7월에 인천광역시의 재난 방송 주관 방송사로 지정되었음에도 서해 5도 지역에 방송이 제대로 수신되지 않는다는 문제를 들어 방송국을 비롯한 각계 인사들이 방송통신위원회 측에 지속적인 건의하였고, 이것이 받아들여져 출력을 5㎾로 증강하였다.
- 2009 인천세계도시축전을 계기로 경인방송은 이동식 오픈스튜디오 'BOX 907'를 직접 설계하고 제작해 운영해오고 있다.
- BOX 907은 '선물', '라디오'라는 뜻의 'BOX'와 경인방송의 주파수 90.7MHz의 907이 결합한 애칭이다.
- 경인방송은 BOX 907을 이용해 초대형 행사에서 동네 시장 어귀의 행사까지 공개방송을 진행하고 있다.
- 그 어떤 행사도 장소에 관계없이 진행할 수 있는 전천후 이동식 방송 스튜디오로 2009년 6월 지역 민영방송 최초로 가동됐다.
- 방송통신위원회가 발표한 2008년도 방송평가에 따르면 경인방송은 ‘내용 및 편성’ 평가에서 250점 만점에 216.25점을 받아 전국 149개 라디오 방송사에서 공동1위(CBS AM·FM)를 기록하기도 했다.
- 방송통신위원회에서 공표한 2015년 지상파방송사업자 방송평가에서는 지역 민영방송사 1위를 기록했다.
- 특히 지역민방 중 재난방송 수행 평가에서 가장 높은 점수를 기록하는 등 ‘내용 및 편성’ 부문에서도 220.57점을 받아 가장 좋은 평가를 받은 것으로 나타났다.
- 2011년 대한민국 최초의 아웃도어 대형 맥주축제로 시작한 송도맥주축제는 전국 각지에 수많은 아류 축제를 낳으며 맥주축제의 선풍을 일으켰다.
- 2011년 송도컨벤시아에서 처음 시작된 후 2016년부터 인천 연수구 송도달빛축제공원에서 매년 8월 마지막주 금요일부터 9일 동안 행사가 열린다.

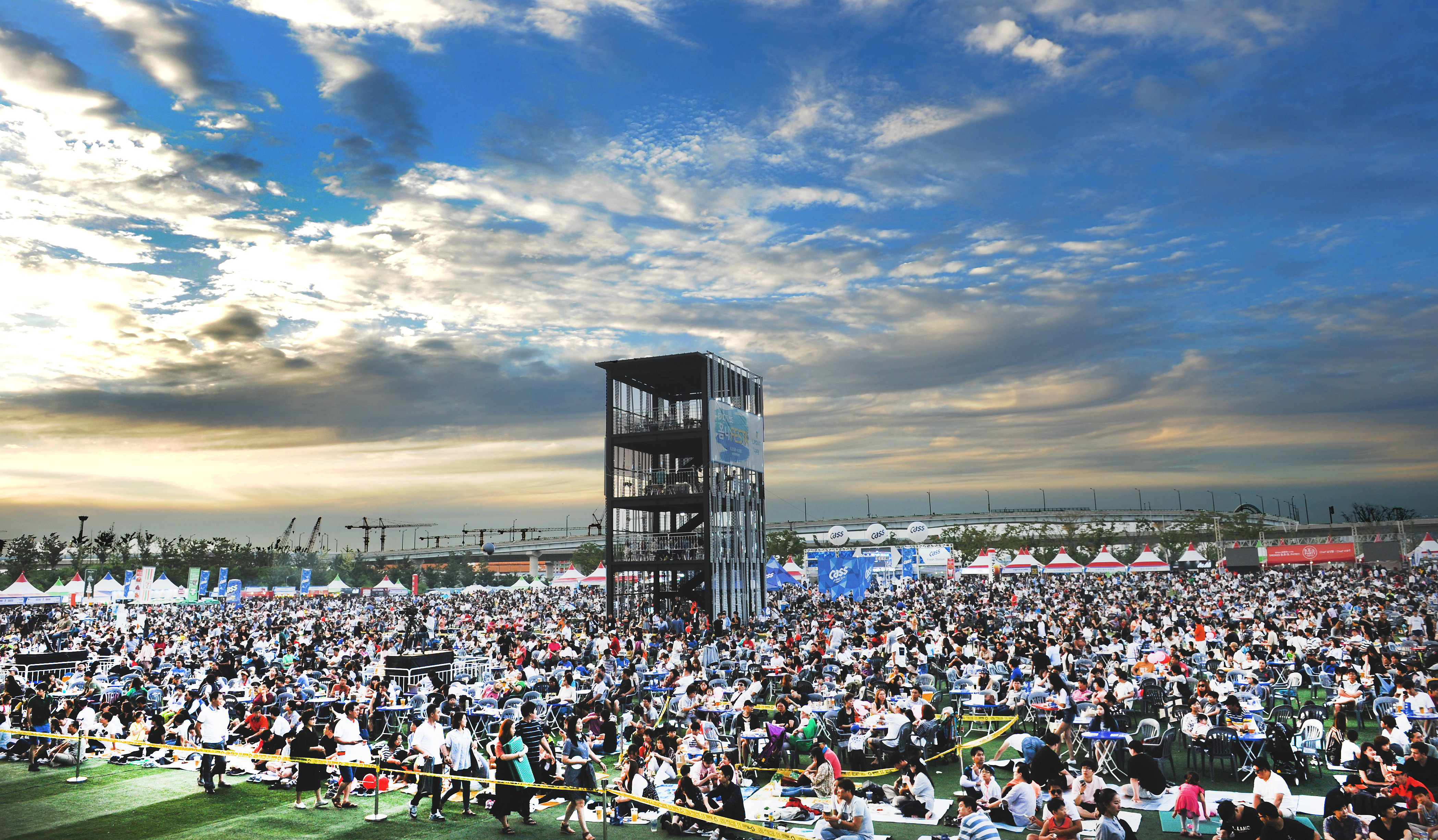

- 2011년 약 15만 명, 2014년 30만 명, 2017년 70만 명, 2019년 80만 명이라는 관람객 기록을 세우며 국내 최대규모의 축제가 됐다.
- 코로나19로 중단됐다 다시 열린 2022년 축제에는 약 100만 명이 다녀갔을 것으로 추정하고 있다.
- 주요 행사는 유명 가수들이 출연하는 9일간의 라이브 콘서트, 매일 밤 송도 밤하늘을 수놓는 파이로 뮤지컬 불꽃놀이, 남녀노소가 모두 흥겹게 즐기는 EDM PARTY 등이다.
- 이와 함께 다양한 종류의 맥주와 음식을 즐기며 공연도 관람할 수 있다.
- '청라와인페스티벌'은 경인방송의 기획으로 인천경제자유구역청과 함께 2018년 10월 청라호수공원에서 제1회 행사가 개최됐다.
- 폴 포츠, 이현우, 재즈 아티스트 등이 참여하는 콘서트와 불꽃놀이를 와인과 함께 즐기는 문화행사로 진행됐다.
- 3일 동안 14만 명이 찾은 2018년 행사는 청라국제도시가 생긴 이래 가장 많은 관람객을 기록한 행사였다.
- 이후 2019년 돼지열병 사태, 2020~2021년 코로나19 팬데믹으로 열리지 못했다가가 2022년 9월 24~25일 이틀간 청라호수공원에서 재개됐다.
- 2022년 행사에는 바리톤 김동규, 홍경민, 왁스, 러브홀릭 지선 등의 가수와 클래식, 국악 연주자들이 출연하는 공연이 열렸다.
- 불꽃놀이도 대성황을 이뤄 행사장은 물론 인근까지 사람들로 가득찼다.
- 메종 에뚜알, 에봇 앤 델로네 까바르네 쇼비뇽, 게스트 앳 나이트 레드, 울프블라스 빌야르 샤르도네 등 구대륙과 신대륙 지역의 와인 라인업을 선보이는 한편 푸드트럭들도 참여했다.
- 2022년 행사는 이틀간 약 10만 명 이상의 관람객을 기록했다.

### 본사·지사 소재지
본사
- 우22196 인천광역시 미추홀구 아암대로287번길 7 (학익1동 587-46)

경기총국
- 우16571 경기도 수원시 권선구 경수대로 396-4 성은빌딩 4층 (권선1동 1009)

## 연혁

### 1990년대

#### 1996년
- 2월 : 동양화학공업(현 OCI 주식회사) 인천민방사업추진단 발족

#### 1997년
- 1월 : 법인설립 등기 (주식회사 인천방송)
- 2월 : 공보처 무선국(방송국)개설허가 추천
- 5월 : 무선국(고정국) 가허가 취득(서울체신청),방송국 가허가 취득(정보통신부)
- 9월 : 시험방송
- 10월 11일 : 개국 (수봉산송신소 UHF 21), 인천, 경기 서부, 서울 강서구 방송국 허가증 취득(정보통신부(현재 과학기술정보통신부))

#### 1998년
- 4월 : 미국 메이저 리그 중계 계약(박찬호 경기 등 중계)
- 7월 : FM 방송국 개설 허가 추천 신청
- 11월 : 중국 충칭TV 우호 교류 협정

#### 1999년
- 11월 : 문화관광부(현재 문화체육관광부) 라디오 방송 개설 허가 추천서 획득
- 12월 : 정보통신부(현재 과학기술정보통신부) 라디오 방송 허가 추천 신청

### 2000년대

#### 2000년
- 1월 : 경기 수원·용인 광교산 중계소 개설 허가 추천
- 3월 11일 : 경기남부지역 방송권역 확대
- 3월 22일 : 경인방송으로 사명 변경.
- 10월 : 광교산중계소 개국(VHF CH4) → 경기남부

#### 2001년
- 2월 : FM 방송 허가 취득 (FM 90.7㎒)

#### 2003년
- 6월 30일 : iTV iFM 개국
- 7월 : 정보통신부(현재 과학기술정보통신부), 경기 수원·용인 광교산 DTV 송신소 허가
- 9월 : 방송위원회(현재 방송통신위원회), 인천 계양산 DTV 송신소 허가 추천

#### 2004년
- 6월 : 정보통신부(현재 과학기술정보통신부), 인천 계양산 DTV 송신소 허가
- 7월 : 방송위원회(현재 방송통신위원회), 채널 운용 정책 발표, 서울 지역 역외 재송신 허용 방침 발표
- 12월 13일 : 계속되는 파업으로 용역을 동원하여 iTV 직장 폐쇄
- 12월 21일 : iTV 재허가 추천 거부(방송위원회(현재 방송통신위원회))
- 12월 31일: 오전 11시 10분, TV·라디오 방송 정파 및 폐국.

#### 2005년
- 3월 1일 : iFM 90.7㎒ 라디오 FM 방송 재개 및 경인방송 살리미 발족식
- 4월 : iTV 법인영업 재개
- 5월 : OCI 지배주주 포기선언 및 신규 투자자 영입 관련 발표, iTV 재개 10만인 청원 서명운동 16만명 돌파
- 6월 : New iTV 시민운동본부 발족
- 9월 : iTV 이사회 행정소송 취하 및 신규사업자 공모 참여 결의 발표
- 12월 : iFM 라디오 방송사로서 방송국 재허가

#### 2006년
- 4월 3일: 사명을 라디오 인천, 방송명인 iFM을 Sunny FM 라디오 인천으로 변경

#### 2007년
- 6월 : 권혁철 대표이사 취임 (법정관리인)
- 10월 : 사명을 (주)라디오 인천에서 (주)경인방송 Sunny FM으로 환원

#### 2008년
- 5월 : 미국 로스엔젤레스 JBC중앙방송과 업무협정 체결
- 8월 20일 : 중국 QTV칭다오방송과 업무협정 체결[4]
- 10월 : 경인방송 경기취재 본부 오픈
- 11월 : CJ헬로비전(현재 LG헬로비전)과 업무협정 체결
- 11월 : 인천세계도시축전 추진위원회와 업무협정 체결
- 12월 : 경인방송 iTVFM으로 사명 변경, 스포츠서울미디어와 업무협정 체결
- 12월 26일 : 경인방송(채널명 iTV)의 PP 등록 신청건을 심의해 등록을 허용 (비즈니스 정보 전문 채널) 2009년 방송을 목표로 하였다.[5]

#### 2009년
- 9월 28일 : 인천지역 3개 언론사(인천일보, 인천신문, 경인방송)가 상호통합을 전제로 하는 업무협조를 한다는 전제하의 통합을 합의하기로 발표함.
- 10월 : 미국 MKTV와 업무협정 체결
- 12월 : FM 방송국 재허가, 인천교통공사, 판도라TV, 두원공과대학과 업무협정 체결

### 2010년대

#### 2010년
- 1월 : 성남FM과 업무협정 체결
- 3월 : 인천광역시, 한국산업안전보건공단과 업무협정 체결
- 7월 : 중국대련 개발구TV와 업무협정 체결
- 8월 : 중국 흑룡강신문사와 업무협정 체결
- 12월 : 인천지방법원으로부터 회생절차 종결 결정

#### 2011년
- 4월 : 인천광역시의료원과 업무협정 체결
- 4월 2일 : 경인방송 iTVFM과 남인천방송과 함께 만든 뉴스 프로그램 경인방송 NIB 뉴스 첫방송
- 5월 : 방송통신위원회으로부터 최다액출자자 변경 승인, 인천교통공사와 업무협정 체결
- 6월 : 인천사회복지공동모금회와 업무협정 체결
- 6월 2일 : 임시 주총을 열어 신임 회장에 김성재 전 문화체육관광부 장관을 선임, 권혁철 현 사장은 유임하기로 결정함.
- 7월 1일 : 인천시와의 인천시 지역 라디오 재난 주관 방송 협약을 맺음.
- 10월 11일 : iTVFM의 전파 출력을 1㎾에서 5㎾로 대폭 확대
- 11월 : 가톨릭대학교 인천성모병원과 업무협정 체결

#### 2012년
- 3월 : 인천지방경찰청과 공식 재난방송 주관방송사 협약
- 5월 : 근로복지공단 경인지역본부와 업무협약 체결
- 8월 : 제2회 송도세계문화축제 개최 (2012.8.23 ~ 2012.9.7)
- 8월 : 경기도 G버스 뉴스자막 송출 및 동영상 광고 추진
- 11월 : 중국 청도TV와 업무협정 체결
- 11월 : 한국전력 인천본부와 재난방송 협약 체결

#### 2013년
- 8월 : 출력증강(1KW→5KW) 준공허가 (방송통신위원회)
- 8월 : 스마트폰 라디오 청취 앱(iFM) 개발 및 서비스 실시
- 8월 : 제3회 송도세계문화축제 개최 (2013.8.26 ~ 2013.8.31)
- 10월 : 경인방송 iFM으로 명칭 환원
- 11월 19일 : OBS경인TV와 업무협정 체결[6]

#### 2014년
- 9월 12일 ~ 9월 20일: 제4회 송도세계문화축제 개최
- 11월 26일: 경인지역방송협회 설립(경인방송, OBS경인TV, 경기방송)

#### 2015년
- 3월 : 인천정보산업진흥원과 MOU 체결(컨텐츠 개발업무 제휴)
- 3월 : (재)인천문화재단과 MOU 체결 (지역문화 콘텐츠개발 업무)
- 6월 : 모바일뉴스 발송 수원, 경기지역 확대 시행
- 8월 : 제5회 송도세계문화축제 개최 (2015.8.28 ~ 2015.9.5)
- 10월 : 중국 WMG(온주광파전시전매집단)과 MOU 체결
- 11월 : 2015 인천공항 한류융합패션쇼 개최
- 12월 : 부평구문화재단과 MOU 체결 (문화복지 확대를 위한 업무)

#### 2016년
- 3월 1일 : 경인방송으로 사명 변경[7]
- 3월 : 인천유나이티드와 MOU 체결(시민구단 활성화)
- 7월 : 중국 신화망 한국채널 (주)후이런 뉴미디어 업무협약 (공동사업)
- 7월 : 옹진군 소야도 자매결연 협약 (도서 경제활성화 및 사회봉사)
- 8월 : 경기 중소기업종합지원센타와 MOU 체결 (사회 공헌기업 홍보)
- 8월 : 제6회 송도세계문화축제 개최 (2016.8.26 ~ 2016.9.3)

#### 2017년
- 2월 : 인천광역시 및 인하대학교 인천 항공뉴스센터 운영 협약
- 3월 : 경인방송 방송위원회 발족 (박민서 회장 외 38명)
- 8월 : 제7회 송도세계문화축제 개최 (2017.8.25 ~ 2017.9.2)
- 10월 : 경인방송 창사 20주년 기념 콘서트 (인천문화예술회관)
- 10월 : 경기총국 창사 20주년 경기도민 나눔 음악회
- 12월 : 재난방송 자동화 관련 시스템 구축 (모니터, 비상벨 등)

#### 2018년
- 1월 : OBS경인TV와 MOU 체결[8]
- 8월 : 제8회 송도세계문화축제 개최
- 9월 : 제1회 2018 장애인과 함께하는 행복 & 화합 문화 한마당 개최
- 10월 : 제1회 청라와인페스티벌 행사 주최
- 11월 : 방송문화진흥회 지역프로그램 은상수상 ‘소리로 떠나는 인천 섬여행’
- 11월 : 세명장학회 MOU 체결 경인지역 청소년에게 장학금 지급

#### 2019년
- 3월 : 인천항공산업 발전을 위한 유공기관 표창 (훈격: 인천광역시장)
- 3월 : 국립인천대학교와 MOU 체결
- 5월 : 제9회 송도세계문화축제 공동 주관 업무협약 (제네픽Ent. & 경인방송)
- 8월 : 제9회 송도세계문화 축제 개최
- 9월 : 인천광역시한의사회와 MOU 체결
- 10월 : 미추홀구 & 경인방송 수봉공원 야간 경관사업 관련 MOU체결
- 11월 : 2019 행복&동행 화합 한마당 개최

### 2020년대

#### 2021년
- 11월 : 2020년 3월 30일에 폐업한 경기방송을 대체하는 경기지역 지상파 라디오방송사 사업자에 신청 완료[9]

#### 2023년
- 3월 : 강효상 대표이사 취임
- 9월 : 강효상 대표이사 사퇴
- 11월 : 이기우 대표이사 취임
- 11월 : 가수 태진아와 지역 문화·예술 활성화 MOU 체결
- 11월 : 심형래와 '코미디 가요쇼' 제작 방송 MOU 체결
- 11월 : (사)K-W문화예술인협회와 상호발전 협력 MOU 체결
- 12월 : 대한민국재향경우회와 사회봉사 및 발전 협력 MOU 체결
- 12월 : 사회안전예방중앙회와 상호 협력 MOU 체결
- 12월 : 권영만 회장 취임

#### 2024년
- 1월 : iHQ와 MOU 체결
- 4월 : 권영만 회장 사임
- 7월 : 영어 뉴스 송출 개시

#### 2025년
- 4월 : 김종춘 사장 취임

## 방송 송출 시설망
| 송신소        | 주파수    | 출력 | 호출부호 | 송신소 위치                        |
| ------------- | --------- | ---- | -------- | ---------------------------------- |
| 수봉산 송신소 | FM 90.7㎒ | 5㎾  | HLDO-FM  | 인천광역시 미추홀구 주안2동 산21-1 |

### 가청취권
경기 서북부·경기 서남부 일부, 인천, 서울 일부

### 참고 사항
경기 성남 분당 지역에서는 공동체 FM 라디오 방송인 성남FM과 주파수가 같아 해당 지역에서는 성남FM이 수신되거나 방송이 서로 혼선이 되는 관계로 수신하는데 어려움이 있다. 이 때문에 부득이하게 인터넷과 스마트폰으로 청취해야 한다.

## 역대 로고

1997년-2004년

## 역대 로고송

### iTV
- 우리 함께 사는 세상 iTV 인천방송 1997년 10월 11일 ~ 2000년 3월 19일
- 젊은 방송 푸른 느낌 iTV 인천방송 1997년 10월 11일 ~ 2000년 3월 19일
- 우리 함께 사는 세상 iTV 경인방송 2000년 3월 20일 ~ 2004년 12월 31일
- 젊은 방송 푸른 느낌 iTV 경인방송 2000년 3월 20일 ~ 2004년 12월 31일

### iFM
- 느껴봐요 젊음을 함께해요 90.7 iTV iFM 2003년 6월 30일 ~ 2004년 12월 31일
- iTV iFM~ 2005년 3월 1일 ~ 2005년 11월 6일
- 느껴봐요 젊음을 함께해요 90.7 iFM[10] 2005년 11월 7일 ~ 2006년 4월 2일
- 행복느낌 90.7 우리함께 Sunny FM 2006년 4월 3일 ~ 2008년 11월 30일
- Sunny FM~ 2006년 4월 3일 ~ 2008년 11월 30일
- 행복느낌 90.7 랄랄라랄라 우리함께 느껴봐 Sunny FM 2006년 4월 3일 ~ 2008년 11월 30일
- 행복느낌 90.7 우리함께 iTVFM 2008년 12월 1일 ~ 2014년 5월 11일
- 행복느낌 90.7 랄랄라랄라 우리함께 즐겨봐 i~TVFM! (내레이션:iTVFM) 2008년 12월 1일 ~ 2014년 5월 11일
- 빠빠빠빠빠빠 iTVFM! 2010년 ~ 2014년 5월 11일
- 행복느낌 90.7 우리함께 iFM 2014년 5월 12일 ~ 현재
- iFM~ 2014년 5월 12일 ~ 현재
- 행복느낌 90.7 랄랄라랄라 우리함께 즐겨봐 i~FM! 2014년 5월 12일 ~ 현재
- 사랑해 사랑해 사랑해 사랑해 경인방송 iTV~FM 2008년 12월 1일 ~ 2014년 5월 11일
- Good Music Good News 경인방송 iFM 행복느낌 90.7 i~FM 2014년 5월 12일 ~ 현재
- 행복느낌 90.7 iFM 경인방송 2014년 5월 12일 ~ 현재
- 언제나 좋은 날 행복한 라디오 정겨운 이야기 포근한 라디오 경인과 공감하는 90.7 iFM 2025년 ~ 현재

## 역대 연중캠페인
- 2000년 : 제2의건국 바른사람 밝은사회
- 2002년 : 희망 2002 사랑으로 하나되는 사회
- 2003년 ~ 2004년 : 상식이 통하는 사회 국민이 참여하는 방송

## 역대 시보음
- 2003년 6월 30일 ~ 2004년 12월 31일 : 음색이 라로 나오는 4초 비프음이 나간다.
- 2005년 3월 1일 ~  2005년 11월 6일 : 강물소리, 파도소리가 나오고, 마지막에 "땡~" 소리가 나간다.
- 2005년 11월 7일 ~ 2006년 4월 2일 : 징글음이 나오고, 마지막에 "땡~" 소리가 나간다.
- 2006년 4월 3일 ~ 2014년 5월 11일 : 강물소리, 새소리가 나오고, 마지막에 "땡~" 소리가 나간다.
- 2014년 5월 12일 ~ 현재 : 음색이 도로 나오는 4초 비프음이 나간다.

## 프로그램

### 라디오

#### 방영
- 경인방송 아침종합뉴스 (8시) (매일)
- 경인방송 뉴스 (매일 오전 10시, 매일 오후 2시, 매일 오후 4시, 주말 저녁 6시)
- 경인방송 정오종합뉴스 (12시) (매일)
- 경인방송 저녁종합뉴스 (18시) (매일)
- 항공뉴스센터 (오전 7시 58분, 오전 8시 58분) (매일)
- 환경뉴스센터 (오전 9시 58분) (매일)
- 해양뉴스센터 (오전 11시 28분) (매일)
- 05:00 ~ 07:00 《공감복지라디오》(매일)
- 07:00 ~ 09:00 (평일), 07:00 ~ 08:00 (주말) 《굿모닝 인천 이도형입니다》(매일)
- 08:00 ~ 09:00 《조용주가 만난 사람과 책》(토)
- 08:00 ~ 09:00 《웰컴투 경인마을》(일)
- 09:00 ~ 11:00 《모닝테라스》(매일)
- 11:00 ~ 12:00 《머니풀 투데이》(매일)
- 12:10 ~ 14:00 (평일), 12:05 ~ 14:00 (주말) 《박현준의 라디오 가가》(매일)
- 14:05 ~ 16:00 《언제나 좋은날 채리입니다》(매일)
- 16:05 ~ 18:00 《Always 인천 배칠수입니다》(매일)
- 18:10 ~ 20:00 《박성용의 시선공감》(평일)
- 18:05 ~ 19:00 《여기는 인천항 유동현입니다》(토)
- 19:00 ~ 20:00 《최희선의 SKY 907》(토)
- 18:05 ~ 19:00 《김양의 디너쇼》(일)
- 19:00 ~ 20:00 《장정구의 인천 에코시티》(일)
- 20:00 ~ 22:00 《포근한 밤 김경옥입니다》(평일, 일요일)
- 20:00 ~ 22:00 《DREAM FM》(토)
- 22:00 ~ 00:00 《델리스파이스의 뮤직시티》(매일)
- 00:00 ~ 02:00 《all that music》(매일)
- 02:00 ~ 05:00 《당신의 BGM》(매일)

#### 종영
- 2시폭탄
- 철없는 비태세상
- 로리주희가 여는 아침
- 좋은 아침 유형서입니다
- 전주현의 음악여행
- DJ 제오의 클럽뮤직 3281
- 굿모닝 인천
- 김광한의 팝스다이얼
- 상쾌한 아침 원기범입니다
- 신나는 라디오 인천
- 라디오 종합병원
- 행복한 10시 이용입니다
- 이상미의 러브셰이크
- 다락방
- music.com
- 뮤직라운지
- 김경옥의 월드뮤직
- 여기는 라디오 상담실입니다
- 김소영의 음악으로의 초대
- 김성민의 시사토픽
- 뮤직 인사이드 김경옥입니다
- 지금은 런투유 김동혁 입니다
- 김가은의 주말에 산 책
- 황순유의 해피타임 907
- SK 와이번스 야구 중계
- 스포츠 먼데이
- 노명호, 양희성의 시사자유구역
- 시사포차
- 인조이 잉글리쉬
- 신미정의 라라라
- 청취자를 만나러 갑니다
- 조지훈의 4시부터 우와~~
- 강웅의 뮤직노트
- 곽은미의 힐링 뮤직
- 배한성의 낭독
- 장은의 뮤직 아뜰리에
- 박주언의 브라보 청춘
- 문현아의 카페인
- 라일라 (나의 일자리 라디오)
- 당신의 신청곡
- 까칠한 시선 이도형입니다
- 가나다 라디오
- 라디오쇼
- 델리스파이스 윤준호의 별빛라디오
- 한밤의 음악여행 성우진입니다
- 논스톱 뮤직
- 엄윤상이 만난 사람과 책
- 문현아의 별이 빛나는 아침
- 김예빈의 인천항 8부두
- 최희선의 뮤즈 스카이
- 뮤직테라피 김진이입니다
- 경인방송 경기뉴스
- 당신이 주인공
- Enjoy Weekend
- POP Our Music
- 오유석의 소통클래식
- 나의 플레이리스트

## 아나운서

### 현직
- 김경옥
- 박주언
- 김고운
- 최희선
- 신재은
- 김진이
- 문현아
- 이장원

### 전직
- 이상우
- 정일훈
- 박근혜
- 선우경
- 이상희
- 전용준
- 조진영
- 임동석
- 문영민
- 유형서
- 이승준
- 홍원기
- 신완수
- 김지수
- 박준철
- 원기범
- 장한아
- 김유나
- 김가은
- 정민우
- 전승찬

## 같이 보기
- 성남FM
- OBS경인TV
- OBS 라디오

### 유사 독립 민방사
- 경기방송 (2020년 3월 30일 폐국)
- 마포FM - 소출력 FM 라디오 방송사